# 埃斯馬克冰川
埃斯馬克冰川（英語：Esmark Glacier），是南極洲的一片冰川，位於南喬治亞島南部。它的西北面是坎寧安山，由挪威探險隊以奧斯陸大學礦物學教授命名。该冰川現在由英國海外領土管轄。